# Corneroporus subcitrinus
Corneroporus subcitrinus är en svampart som först beskrevs av Corner, och fick sitt nu gällande namn av T. Hatt. 2001. Corneroporus subcitrinus ingår i släktet Corneroporus och familjen Bankeraceae.   Inga underarter finns listade i Catalogue of Life.